# 階上岳
階上岳（はしかみだけ）は、青森県階上町と岩手県洋野町の境にある標高は739.6mの山である。

## 概要
臥牛山（がぎゅうざん）と呼ばれることもある。ツツジの群生地があり、観光客が多数訪れる。また、種市岳（たねいちだけ）と呼ばれることもあるが、厳密には種市岳は階上岳の山頂近くに位置する小山のことを指す。山頂付近には階上岳山頂園地や野営場がある。
1974年10月3日、階上岳と階上海岸地区が種差海岸県立自然公園に編入され、種差海岸階上岳県立自然公園と改称された後、一部が陸中海岸国立公園拡張候補地となったが、2011年3月11日に発生した東日本大震災によって計画の変更を余儀なくされ、2013年5月24日に三陸復興国立公園に編入された。